# Alenka Šček Lorenz
Alenka Šček Lorenz, slovenska pianistka, * 28. avgust 1955, Koper.

## Priznanja in odlikovanja
Leta 1990 je soprejela nagrado Prešernovega sklada »za izvedbo cikla Antologija slovenske violinske glasbe«.